# Гендрік Фельдвер
Гендрік Фельдвер (нім. Hendrik Feldwehr, нар. 18 серпня 1986) — німецький плавець.
Учасник Олімпійських Ігор 2012 року.
Призер Чемпіонату світу з водних видів спорту 2009, 2011, 2015 років.
Чемпіон Європи з плавання на короткій воді 2010 року, призер 2009, 2013 років.